# Глутамин
Глутамин (также Глютамин) (2-аминопентанамид-5-овая кислота) — одна из 20 стандартных аминокислот, входящих в состав белка. Глутамин полярен, не заряжен и является амидом моноаминодикарбоновой глутаминовой кислоты, образуясь из неё в результате прямого аминирования под воздействием глутаминсинтетазы.
В растворе глутамин медленно гидролизуется до глутаминовой кислоты. Не является незаменимой для человека аминокислотой.

## Питание

### Распространение в природе
Глутамин весьма распространен в природе, для человека является заменимой аминокислотой, то есть может синтезироваться в достаточном количестве. Его концентрация в крови составляет 500—900 мкмоль/л, что выше концентрации любой другой аминокислоты.

#### Пищевые источники
- Животные источники: говядина, курица, рыба, яйца, молоко, йогурт, рикотта, творог, молочные продукты.
- Растительные источники: капуста, свёкла, бобы, шпинат, петрушка. Небольшое количество свободного L-глутамина найдено в овощных соках и продуктах брожения, таких как мисо[3].

### Функции
- Интеграция азотистого обмена.
- Синтез других аминокислот, в том числе и гистидина.
- Обезвреживание аммиака.
- Биосинтез углеводов.
- Участие в синтезе нуклеиновых кислот
- Синтез фолиевой кислоты (итероилглутаминовая кислота).
- Окисление в клетках мозговой ткани с выходом энергии, запасаемой в виде АТФ.
- Нейромедиаторная функция.
- Превращение в аминомасляную кислоту (ГАМК).
- Участие в синтезе cAMP — посредника некоторых гормональных и нейромедиаторных сигналов.
- Участие в синтезе cGMP, который также является посредником гормональных и медиаторных сигналов.
- Участие в синтезе ферментов, осуществляющих окислительно-восстановительные реакции (НАД).
- Участие в синтезе серотонина (опосредованное, через триптофан).
- Способность повышать проницаемость мышечных клеток для ионов калия.
- Синтез н-аминобензойной кислоты.
- Укрепляет иммунитет
- Ускоряет восстановление после тренировок, предотвращает развитие перетренированности
- Оказывает антикатаболическое действие (подавляет секрецию кортизола)

## Бодибилдинг
Глутамин на сегодняшний день является популярной аминокислотой для пищевых добавок используемых в бодибилдинге и пауэрлифтинге, в связи с распространенным мнением о способности этой аминокислоты ускорять метаболические процессы в мышцах и замедлять катаболические процессы после тяжелых тренировок. Также считается, что глутамин помогает быстрее восстанавливаться после интенсивных физических нагрузок, что возможно связано с процессом аммониогенеза (один из механизмов почечной регуляции кислотно-основного баланса), где глутамин играет ключевую роль. Однако это предположение пока не нашло научного подтверждения. Напротив, проведенные исследования показали отсутствие какой-либо пользы от использования глутамина в спорте.
В случае белка теплового шока HSP70 известно, что его активность увеличивается при добавлении глутамина в пищу. Исследователи использовали такой подход: одна группа добровольцев в течение недели три раза в день выпивала раствор глутамина, а вторая группа — раствор, не содержащий глутамина (плацебо). На восьмой день проводили тест с физической нагрузкой. После него у добровольцев брали кровь, выделяли из неё мононуклеарные клетки и уже в них анализировали интенсивность протекания аутофагии и количество HSP70. Оказалось, что прием глутамина значительно снижает проявление аутофагии, что согласовывалось с повышением количества HSP70.

## Применение в медицине
- L-Глутамин был одобрен для лечения осложнений серповидноклеточной анемии[6].